# Президентские выборы в Азербайджане (1993)
Выборы Президента Азербайджана состоялись 3 октября 1993 года.

## Кандидаты
| Кандидат     | Партия             | Число голосов | Доля голосов |
| ------------ | ------------------ | ------------- | ------------ |
| Гейдар Алиев | Новый Азербайджан  | 3 919 923     | 98,8 %       |
| Керар Абилов | Единый Азербайджан | 40 298        | 1,01 %       |
| Закир Тагиев | Гуммет             | 6406          | 0,15 %       |